# Gouvernement Madbouli
République arabe d'Égypte
Ismaïl 
Le gouvernement Mostafa Madbouli est le gouvernement égyptien entré en fonction le 14 juin 2018.

## Historique
Le gouvernement, formé le 14 juin 2018 à l'occasion de la réélection à la présidentielle du maréchal Sissi, se compose de 33 ministres, dont 8 femmes, un record.
C'est un gouvernement de techniciens, dans la lignée du précédent, mais la nomination aux postes clés de l'Intérieur et de la Défense d'hommes de confiance fait dire aux analystes politiques (Issandr Al-Amrani de l’International Crisis Group) au moment de sa formation que le gouvernement doit permettre au maréchal-président d'assurer la perpétuation de son pouvoir, en permettant de modifier la constitution pour permettre sa réélection. Le limogeage de plusieurs hauts gradés avant le remaniement, et le remplacement du général Sedki Sobhi par Mohamed Zaki sont des signaux forts envoyés à l'armée pour empêcher tout lâchage de l'institution envers le président, comme ce fut le cas avec Hosni Moubarak.

## Composition

### Président du Conseil des ministres
- Président du Conseil des ministres : Moustafa Madbouli

### Autres ministres
- Ministre de la Défense : Mohamed Zaki. Il était responsable de la Garde républicaine depuis 2012 et a procédé à l'arrestation de Mohamed Morsi. C'est un proche de Sissi.
- Ministre de l'Intérieur : Mahmoud Tawfik, anciennement à la tête de la puissante Agence de sécurité nationale, chargée du renseignement intérieur.
- Ministre des Affaires étrangères :  Sameh Choukri (inchangé)
- Ministre des Finances : Mohamed Maait
- Ministre de la Culture : Dr Inas Abdel Dayam
- Ministre de la Justice : Mohamed Hossam (inchangé)
- Ministre du Commerce et de l'Industrie : Amr Adel Bayoumi
- Ministre du Logement et du Développement urbain : Mostafa Madbouli
- Ministre du Pétrole et des Ressources minerales : Tarek al-Moulla (inchangé)
- Ministre de l'Aviation civile : Mohamed Younes El-Masri[3]
- Ministre des Wakfs : Dr Mohamed Mokhtar Gomaa.
- Ministre de l’Electricité et de l’énergie : Dr Mohamed Ahmed Chaker.
- Ministre de la Solidarité sociale : Ghada Wali.
- Ministre de la Production militaire : Mohamed Saïd El-Assar.
- Ministre de l’Investissement et de la coopération internationale : Dr Sahar Nasr.